# Єнбек (Шуський район)
Єнбе́к (каз. Еңбек) — село у складі Шуського району Жамбильської області Казахстану. Входить до складу Корагатинського сільського округу.
Населення — 260 осіб (2021; 383 у 2009, 306 у 1999, 262 у 1989).